# 羅薩角 (南喬治亞群島)
羅薩角（英語：Cape Rosa），是南極洲的海岬，位於南喬治亞群島，處於哈康國王灣入口處南部，在1920年左右被繪入地圖，該海岬由英國海外領土管轄。